# کازاماجوره
کازاماجوره (به ایتالیایی: Casamaggiore) یک منطقهٔ مسکونی در ایتالیا است که در کاستیلیونه دل لاگو واقع شده‌است. کازاماجوره ۷۵ نفر جمعیت دارد و ۳۵۶ متر بالاتر از سطح دریا واقع شده‌است.